# Rheumatobates clanis
Rheumatobates clanis är en insektsart som beskrevs av Drake och Harris 1932. Rheumatobates clanis ingår i släktet Rheumatobates och familjen skräddare. Inga underarter finns listade i Catalogue of Life.